# Arkadiusz Czartoryski

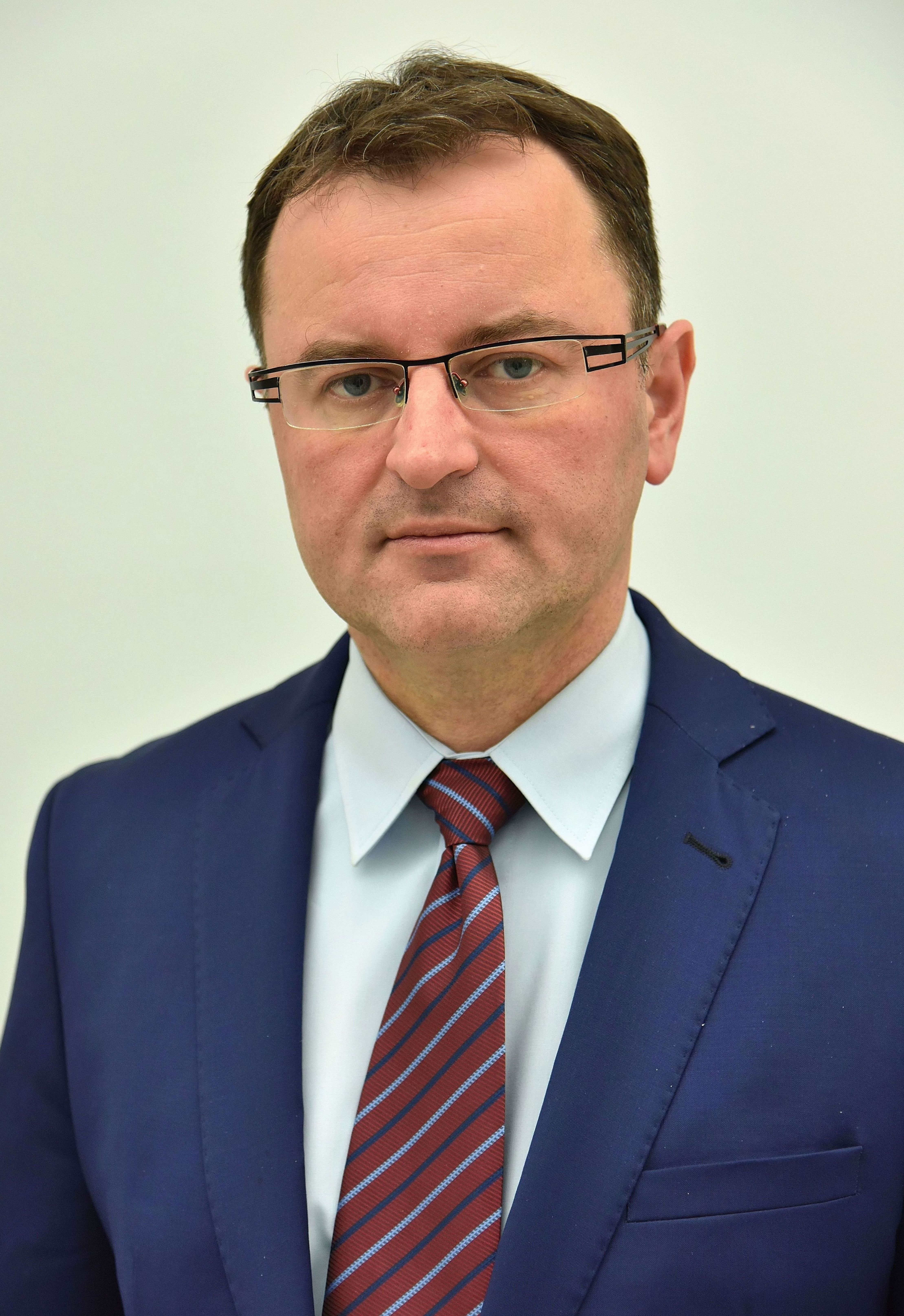
Arkadiusz Czartoryski (2015)

Arkadiusz Czartoryski (* 14. April 1966 in Ostrołęka) ist ein polnischer Politiker und Kommunalpolitiker (ZChN, PiS). Er gehört seit 2005 dem Sejm in der V., VI., VII., VIII., IX. und X. Wahlperiode an. Er war Staatssekretär im Ministerium für Inneres und Verwaltung (2005/06) und im Ministerium für Sport und Touristik (2022/23).

## Leben und Beruf
1991 beendete er sein Geschichtsstudium mit pädagogischem Schwerpunkt an der Katholischen Universität Lublin. In den Jahren 1992 bis 1997 arbeitete er als Lehrer für Geschichte und Gesellschaftswissenschaften im katholischen Lyceum des Vereins „Frieden und Gutes“ und im I. Allgemeinbildenden Lyceum „Józef Bem“ in Ostrołęka. Von 1997 bis 1998 war er Direktor der Woiwodschaftsfiliale der Landesstiftung für die Eingliederung von Behinderten in Ostrołęka. Czartoryski war im Verein der Freunde des V. Zasławer Ulanenregiments (in den Jahren 1998 bis 2002 war er Vorstandsmitglied des Vereins). Er war Mitglied der Volkstanzgruppe Ostrołęka.

## Politik
Politisch war Czartoryski zunächst in der Zjednoczenie Chrześcijańsko-Narodowe (ZChN) aktiv. Von 1998 bis 2002 war er Stadtpräsident von Ostrołęka. Bei den Selbstverwaltungswahlen 2002 verlor er im zweiten Wahlgang gegen Ryszard Załuska. Er war 2001 an der Gründung der Przymierze Prawicy (PP) beteiligt. Mit dem Beitritt der PP zur Prawo i Sprawiedliwość (PiS) wurde er im Juni 2002 deren Mitglied. Er gehörte von 2002 bis 2005 dem Woiwodschaftssejmik der Woiwodschaft Masowien an. In den Jahren 2004 bis 2005 erfüllte er dort die Funktion des stellvertretenden Woiwodschaftsmarschalls.
Bei den Parlamentswahlen 2005 wurde er über die Liste der PiS für den Wahlkreis Siedlce mit 14.753 Stimmen in den Sejm gewählt. Am 2. November 2005 wurde er zum Staatssekretär im Ministerium des Innern und der Verwaltung ernannt. Am 15. Mai 2006 trat er von dieser Funktion zurück. Am 25. Juni 2007 wurde Czartoryski Sekretär der PiS-Fraktion im Sejm. Bei den Parlamentswahlen 2007 wurde er mit 22.030 Stimmen erneut über die Liste der PiS in den Sejm gewählt. Er war Vorsitzender der Sejm-Kommission für Staatskontrolle und Mitglied der Kommission für Innere Angelegenheiten und Verwaltung. Auch bei den Parlamentswahlen 2011, 2015 und 2019 wurde er wiedergewählt. Hingegen verpasste er bei der Europawahl 2019 den Einzug in das Europaparlament. Am 25. Juni verließ er vorübergehend die PiS-Fraktion. Er beteiligte sich an der Gründung der Partia Republikańska (PR) und kehrte als Mitglied dieser Partei in die PiS-Fraktion zurück. Im Juli 2022 wurde er zum Staatssekretär im Ministerium für Sport und Touristik ernannt. Bei der Parlamentswahl 2023 wurde er als Mitglied der PR erneut über die Liste der PiS in den Sejm gewählt. Mit der Amtsübernahme des neuen Kabinetts von Donald Tusk schied er im Dezember 2023 als Staatssekretär aus.

## Ehrungen
Er wurde ausgezeichnet mit der silbernen Medaille „Für Verdienste in der Landesverteidigung“ des Verteidigungsministeriums, dem silbernen Abzeichen „Verdienste für die körperliche Ertüchtigung“ und dem Ritterkreuzorden der Republik Ungarn.